# Салтиков Микола Олександрович
Салтиков Микола Олександрович (1886 — 19 серпня 1927, Москва (в інших джерелах 1941) — російський, український, радянський театральний трагік, кінорежисер, актор, сценарист. Один з перших режисерів ВУФКУ.

## З життєпису
З 1903 грав в антрепризах К. М. Незлобіна в Ризі. В 1906—1910 — у театрах Харкова.
В кіно дебютував як актор 1910 року в стрічці «Король Альберт» (реж. Пухальський, виробництво фірми «Люцифер»).
В 1917 році — у кіноательє Ломашкіна дебютував як режисер.
Після революції 1917 року працював в Одесі на студії «Мірограф» (поставив картини: «Ах ти, доле, зла доле…» (1918), «Голгофа людських страждань», «Народжений від скорботи і розпусти» (1918), «Апостол», «Червоні по білих» (1919), «Саботажники» (1919), «Митько-бегунец» (1920), «Польська шляхта» (1920), «Розповідь про сімох повішених» (1920, у співавт. з П. Чардиніним), «Голод і боротьба з ним» (1922), «Руки геть від Китаю» (1924)).
Салтиков був одним з основних режисерів і акторів Всеукраїнського кінокомітету, а також перших років діяльності ВУФКУ.
Починаючи з 1924 року працював переважно як актор. В 1925 році на запрошення Михайла Капчинського перебрався до Москви.

## Вибіркова фільмографія

### Актор
- 1911 — «Пісня про віщого Олега»
- 1917 — «В хвацьких лапах двоголового орла»
- 1918 — «Апостол»
- 1918 — «Дівчина моря»
- 1923 — «Отаман Хміль»
- 1923 — «Слюсар і канцлер»
- 1924 — «Оповідання про сімох повішених»
- 1924 — «Лісовий звір»
- 1925 — «Укразія»
- 1926 — «Бухта смерті»
- 1926 — «Вітер»

### Режисер
- 1917 — «В хвацьких лапах двоголового орла»[1] — вместе с Александр Иванов-Гай[2][3]
- 1918 — «Апостол»
- 1918 — «Голгофа людських страждань»
- 1918 — «Мірра Ефрос»
- 1920 — «Польська шляхта»
- 1924 — «Оповідання про сімох повішених»

### Сценарист
- 1922 — «Шведський сірник»
- 1926 — «Вітер» (у співавт.) та ін.